# Adrienne van Melle-Hermans

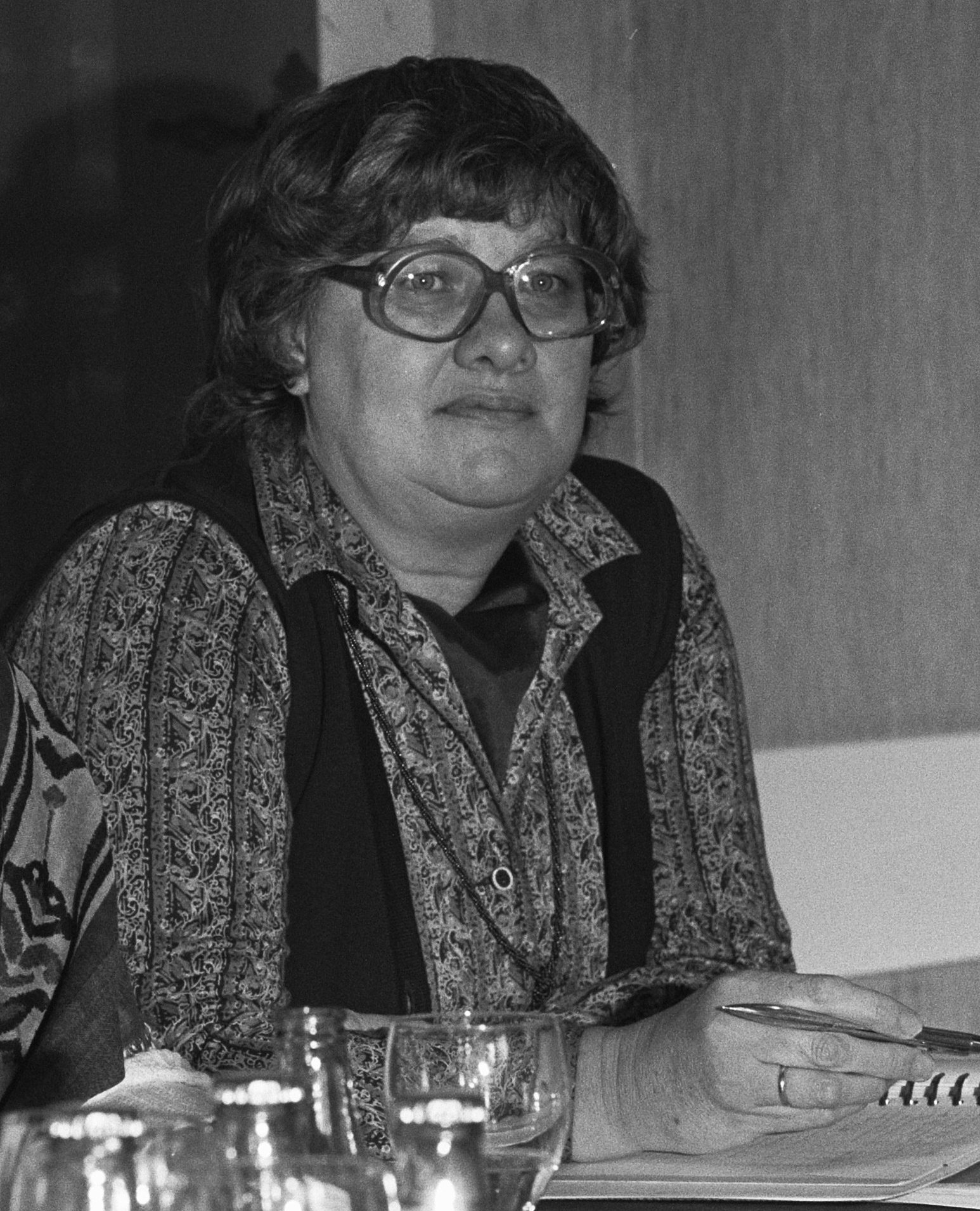
Adrienne van Melle-Hermans (1981)

Adrienne Cécile Marie Hermans, beter bekend als Adrienne van Melle-Hermans, (Den Haag, 25 april 1931 - Amsterdam, 23 augustus 2007) was een Nederlandse vredesactiviste . Ze stond bekend om haar verzet tegen racistische opvattingen over immigranten en omdat ze tijdens de Koude Oorlog contact legde met vrouwen uit Oost-Europa. Van Melle-Hermans was in 1979 in Den Haag medeoprichter van Vrouwen voor Vrede (VVS), de Nederlandse tak van de internationale beweging Women for Peace. Ze nam deel aan drie vrouwenconferenties van de Verenigde Naties: in Kopenhagen, 1980, Nairobi, 1985 en Peking, 1995 . In 1991 voerde ze campagne tegen de verkrachting van vrouwen in voormalig Joegoslavië. Ze was tot haar 70e een actieve vertegenwoordiger van Scouting Nederland. In 2005 was Adrienne van Melle-Hermans een van de Nederlandse vrouwen die tevergeefs werd genomineerd voor de Nobelprijs voor de Vrede.

## Jeugd en familie
Adrienne Cécile Marie Hermans was het vijfde kind van advocaat-generaal Johan Charles Joseph Winand Hermans (1885–1954) en zijn vrouw Henriette Wilhelmina Maria geboren Schräder (1892–1947). Ze was een van de zeven kinderen van het gezin. Ze bracht haar vroege jeugd door in een welvarende rooms-katholieke familie in Zwollerkerspel en Arnhem. Na de Slag om Arnhem in 1944 werd ze als dertienjarige in een opvanggezin geplaatst. Na het overlijden van haar moeder en het hertrouwen van haar vader werd ze naar het internaat OL Vrouw ter Eem Lyceum in Amersfoort gestuurd. Ze begon aan een studie psychologie aan de Universiteit van Leiden, maar brak haar studie af na een schedelbasisfractuur door een verkeersongeval.
In 1967 trouwde Hermans met Co van Melle, een arts die ze op een zendingsconferentie had ontmoet. Het stel verhuisde voor het werk van Van Melle naar Amsterdam, maar Adrienne voelde zich daar niet thuis. Ze keerde terug naar Leiden voor de geboorte van haar dochter Nienke.

## Carrière
In 1979 nam van Melle-Hermans samen met andere vrouwen deel aan een demonstratie in Den Haag tegen het gebruik van kernwapens. Dit leidde tot de oprichting van Vrouwen voor Vrede (VVS), de Nederlandse tak van de internationale beweging Women for Peace. Later breidde deze organisatie zich uit tot vrouwenrechten in het algemeen en vluchtelingenkwesties. Ze vertegenwoordigde de organisatie op de vrouwenconferenties van de Verenigde Naties: in Kopenhagen (1980), Nairobi (1985) en Peking (1995). In maart 1983 regelde ze dat een Nederlandse delegatie deelnam aan de vrouwendemonstratie in Brussel bekend als "STAR: Stop the Arms Race".
Nadat haar man een gevangenisstraf kreeg voor het beschadigen van straaljagers op de militaire luchtmachtbasis Woensdrecht werd het huwelijk met haar man ontbonden in 1991. In datzelfde jaar voerde ze campagne tegen verkrachting in voormalig Joegoslavië. Mede daardoor wordt verkrachting nu gezien als een oorlogsmisdaad. Ze nam ook deel aan het werven van fondsen voor een therapiecentrum voor getraumatiseerde vrouwen in Bosia (1994) en aan het creëren van een initiatief waarin werd opgeroepen tot het einde van de NAVO-bombardementen op Joegoslavië in 1999. Ze stond ook bekend voor haar strijd tegen racistische opvattingen over immigranten en omdat ze tijdens de Koude Oorlog contact legde met vrouwen uit Oost-Europa.
Gedurende haar hele actieve leven was van Melle-Hermans actief in de scoutingbeweging en hielp ze bij het organiseren van grootschalige jamborees. Ze bleef tot haar 70e lid van de Geschillencommissie.
Na een strijd van vier jaar tegen kanker stierf Adrienne van Melle-Hermans op 23 augustus 2007 in Amsterdam op 76-jarige leeftijd.

## Onderscheidingen
Vrouwen voor Vrede benoemde Melle-Hermans tot vredesvrouw van het jaar in 1999. In 2004 ontving ze de Gandhi Peace Dove-prijs van de Foundation for Active Nonviolence. Adrienne van Melle-Hermans, was een van de 1000 Vredesvrouwen genomineerd voor de Nobelprijs voor de Vrede in 2005, hoewel de nominatie niet werd aanvaard door het Nobelprijscomité.
- Biografisch Portaal: 73388591
- International Standard Name Identifier: 0000 0003 9080 7731
- Nederlandse Thesaurus van Auteursnamen: 189686359
- Virtual International Authority File: 284506227
- WorldCat: E39PBJbWqXgQMW3bkFxXtGBByd